# ویس مارکتس
ویس مارکتس (انگلیسی: Weis Markets) شرکت خرده‌فروشی آمریکایی است، که در سال ۱۹۱۲ تأسیس شد.